# Карбонат иттербия(III)
Карбонат иттербия(III) — неорганическое соединение,
соль иттербия и угольной кислоты с формулой Yb2(CO3)3,
бесцветные кристаллы,
не растворяется в воде,
образует кристаллогидраты.

## Получение
- Пропускание углекислого газа (под давлением 15-20 атм) через раствор хлорида иттербия и анилина:

{\displaystyle {\mathsf {2YbCl_{3}+3CO_{2}+6C_{6}H_{5}NH_{2}+3H_{2}O\ {\xrightarrow {}}\ Yb_{2}(CO_{3})_{3}\downarrow +6C_{6}H_{5}NH_{2}\cdot HCl}}}

## Физические свойства
Карбонат иттербия(III) образует бесцветные кристаллы.
Не растворяется в воде.
Образует кристаллогидраты состава Yb2(CO3)3•n H2O, где n = 3 и 4.